# Ilex umbellulata
Ilex umbellulata là một loài thực vật có hoa trong họ Aquifoliaceae. Loài này được (Wall.) Loes. mô tả khoa học đầu tiên năm 1901.